# 長身異胡瓜魚
長身異胡瓜魚，為胡瓜魚科異胡瓜魚属的唯一一種，溫帶海水魚，分布於東北太平洋加拿大溫哥華島至美國舊金山海域，體長可達22.9公分，棲息在沿海水域，成群活動，生活習性不明，可做為遊釣魚。